# Ligne ferroviaire Qing-Zang
La ligne ferroviaire Qing-Zang (Qing pour Qinghai, Zang pour Tibet), ou ligne ferroviaire Qinghai-Tibet, est une ligne de chemin de fer inaugurée le 1er juillet 2006 par le président de la république populaire de Chine, Hu Jintao. Longue de 1 142 km, elle relie la ville de Golmud dans la province du Qinghai (2 800 m d'altitude) à la ville de Lhassa, capitale de la Région autonome du Tibet (3 500 m d'altitude).
C'est la première ligne reliant la région autonome du Tibet au reste de la Chine. Son relief et son altitude en faisaient la dernière région de Chine dépourvue de tout chemin de fer. Le coût de la construction est estimé officiellement à environ 3,5 milliards d'euros. Selon le gouvernement tibétain en exil et différents observateurs, cette ligne pose cependant des problèmes d'ordre politique.
Au 1er juillet 2012, la ligne Qinghai-Tibet a transporté 52,76 millions de voyageurs depuis son entrée en service.

## Historique du projet
Sun Yat-sen, l'un des fondateurs du Kuomintang et le premier président de la république de Chine en 1912, émit l'idée de réaliser une ligne de chemin de fer reliant le Tibet au reste de la Chine. Ce projet sera repris par le parti communiste chinois dans les années 1950. La partie comprise entre Golmud et Xining a été commencée en 1958. Pendant le Grand Bond en avant et la révolution culturelle, les travaux sont interrompus. Puis ils reprennent en 1979 et sont achevés en 1984. Une fois les obstacles techniques surmontés, la construction de la ligne Golmud-Lhassa débute en juin 2001. Le président Hu Jintao est présent lors de l'inauguration de la ligne Qinghai-Tibet le 1er juillet 2006. À cette occasion il déclare : « L'ouverture au trafic du chemin de fer Qinghai-Tibet constitue une nouvelle victoire remarquable que nous avons remportée dans notre modernisation socialiste, et la réalisation d'un rêve que nous avons nourri depuis plusieurs générations ».
La construction de cette ligne entre dans le programme de développement de l'Ouest, prévoyant une stratégie globale de développement des provinces de la Chine occidentale, jusqu'alors beaucoup moins développées que la Chine orientale. Depuis la mise en service complète de la ligne, la liaison ferroviaire de Pékin à Lhassa prend 50 heures.
La ligne est prévue pour être prolongée jusqu'à Katmandou, au Népal, via Samdrubtsé (chef-lieu de Xigaze) vers l'ouest, puis Zhangmu à la frontière entre les deux pays. Une autre extension doit attendre Dali, dans la province du Yunnan via Nyingchi (Linzhi, Région autonome du Tibet) vers l'Est.

## Caractéristiques principales
La ligne, appelée T27 dans le sens Pékin-Lhassa, emprunte le col des Tanggula Shankou à 5 068 mètres d'altitude, ce qui en fait la ligne la plus haute du monde. Ce titre était détenu précédemment par une antenne minière du Ferrocarril Central Andeo (Chemin de fer central des Andes, situé dans les Andes près de Ticlio au Pérou, avec 4 830 m). Cette ligne comporte également un tunnel situé à 80 km au nord-ouest de la capitale régionale, Lhassa, le tunnel de Yangbajain no 1, long de 3 345 mètres, qui se trouve à 4 264 mètres d'altitude.
Plus de 960 km (80 % de la longueur de la ligne) se trouvent à une altitude supérieure ou égale à 4 000 mètres, et plus de 50 % de la ligne est construit en terrain gelé en permanence (pergélisol).
À la sortie de la ville de Golmud, un portail porte l'inscription : « Un dragon de fer danse sur le Toit du monde »

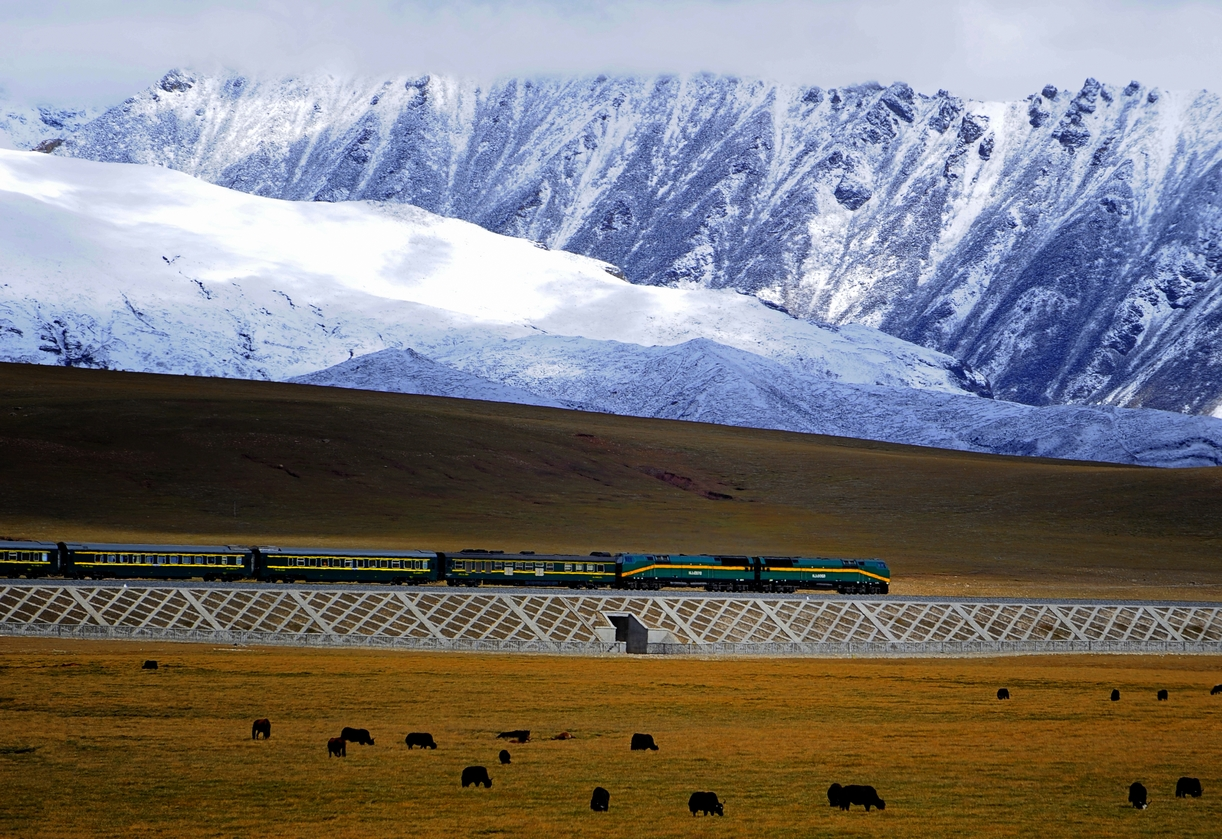
Train tiré par une locomotive diesel NJ2 des chemins de fer chinois sur la ligne Qinghai-Tibet en 2008.
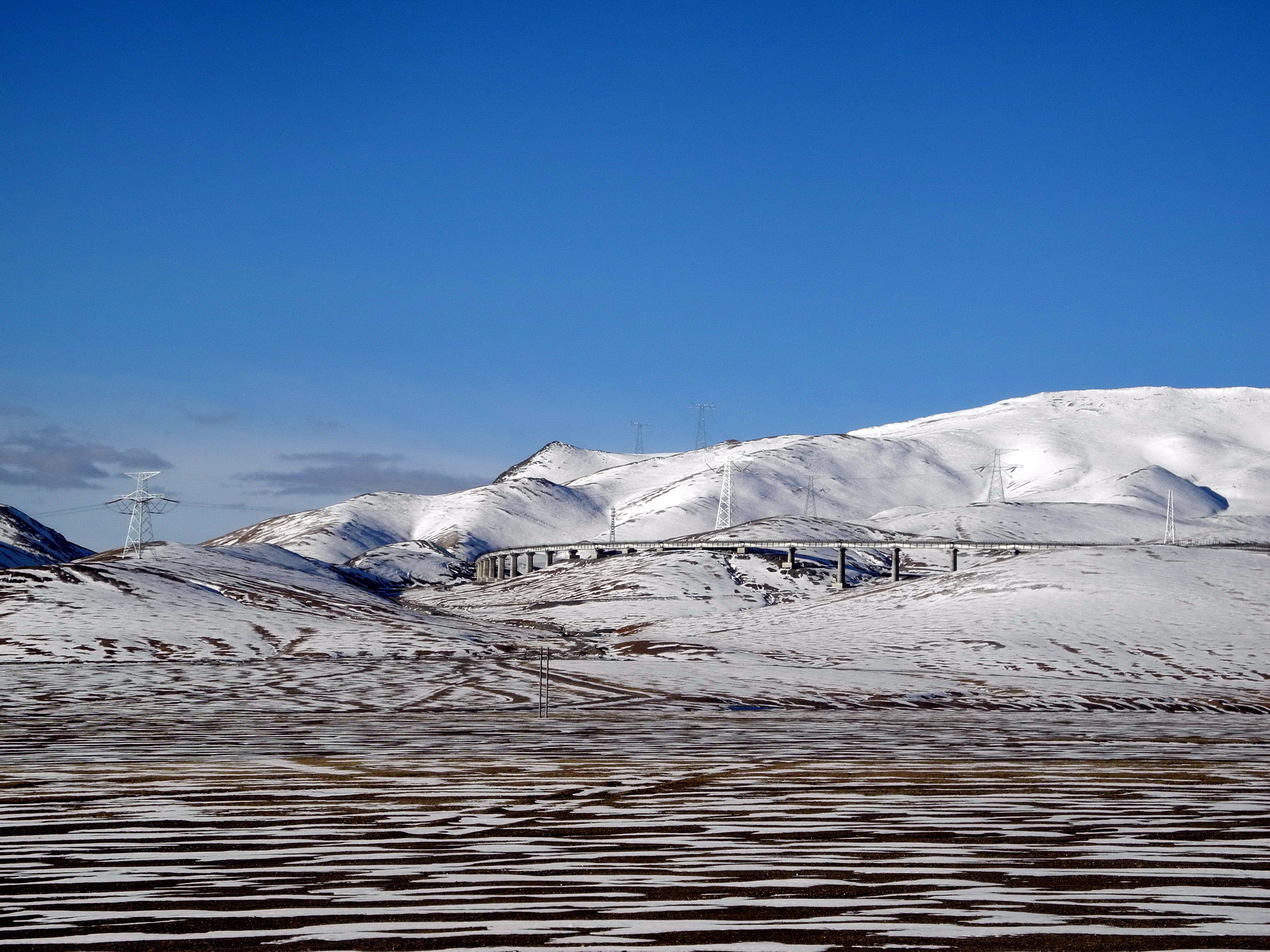
Ouvrages vers le col de Tanggula.
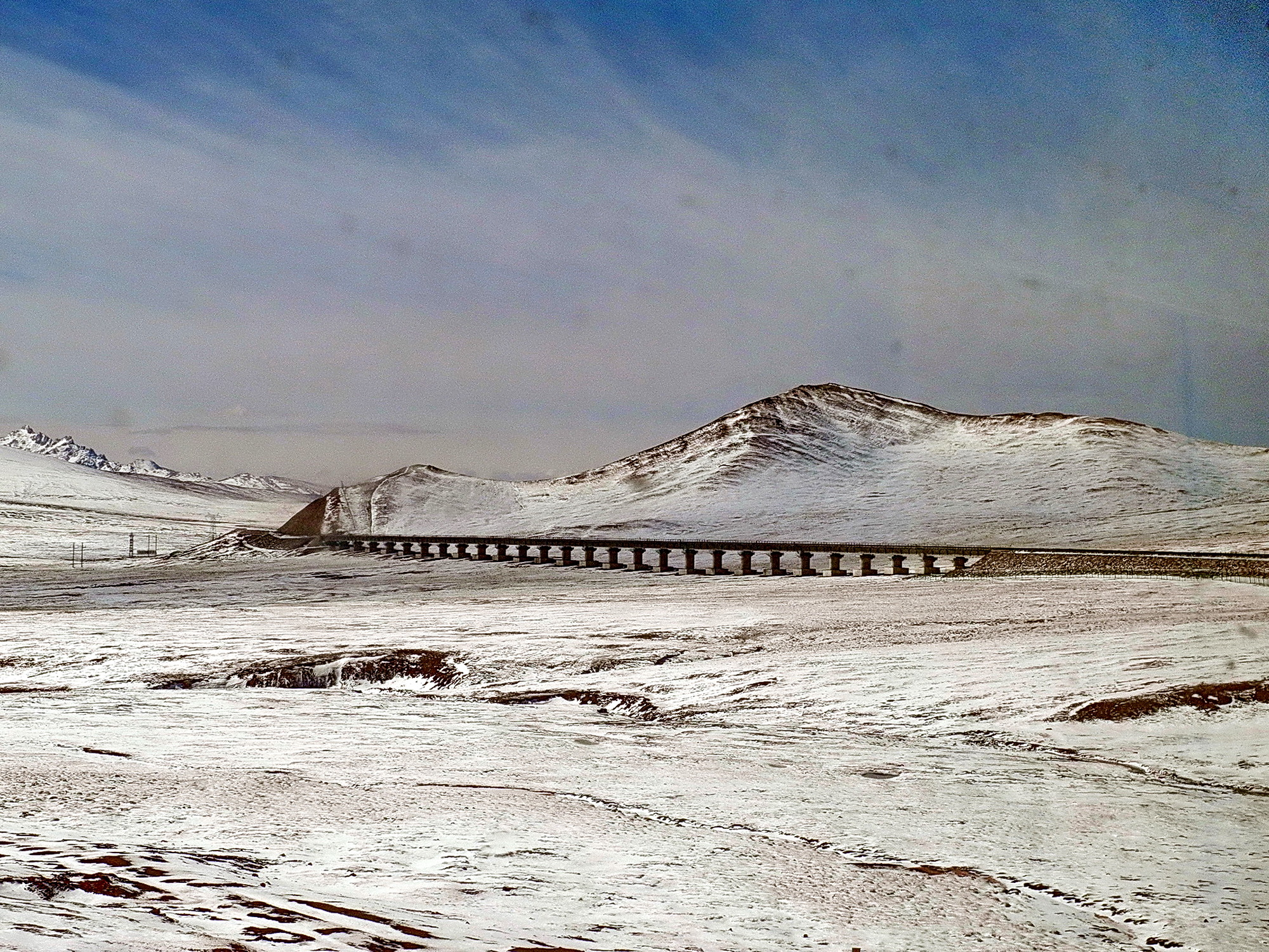
Ligne Xining-Lhassa vers le col de Tanggula.
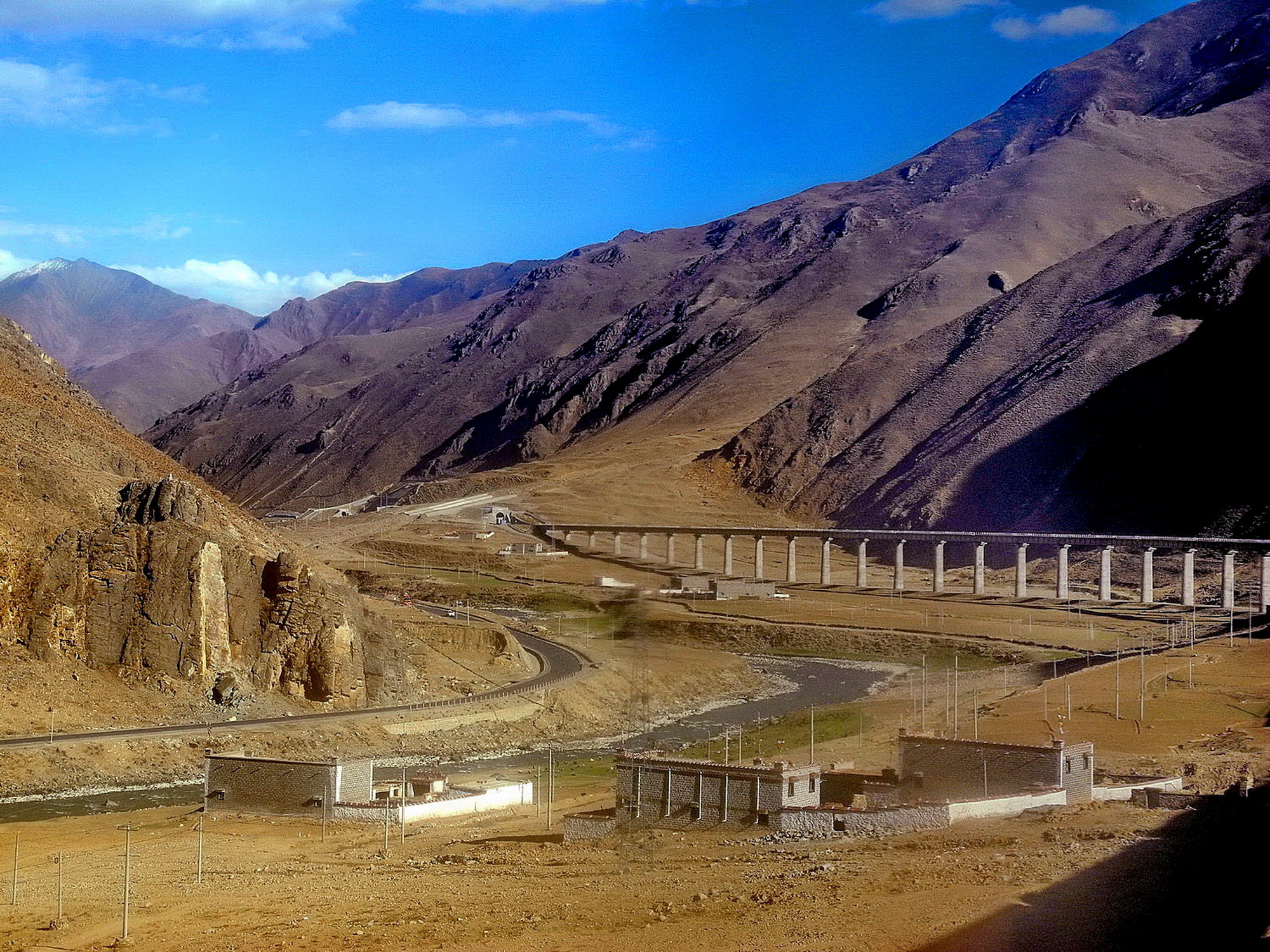
Abords de Lhassa.

## Construction

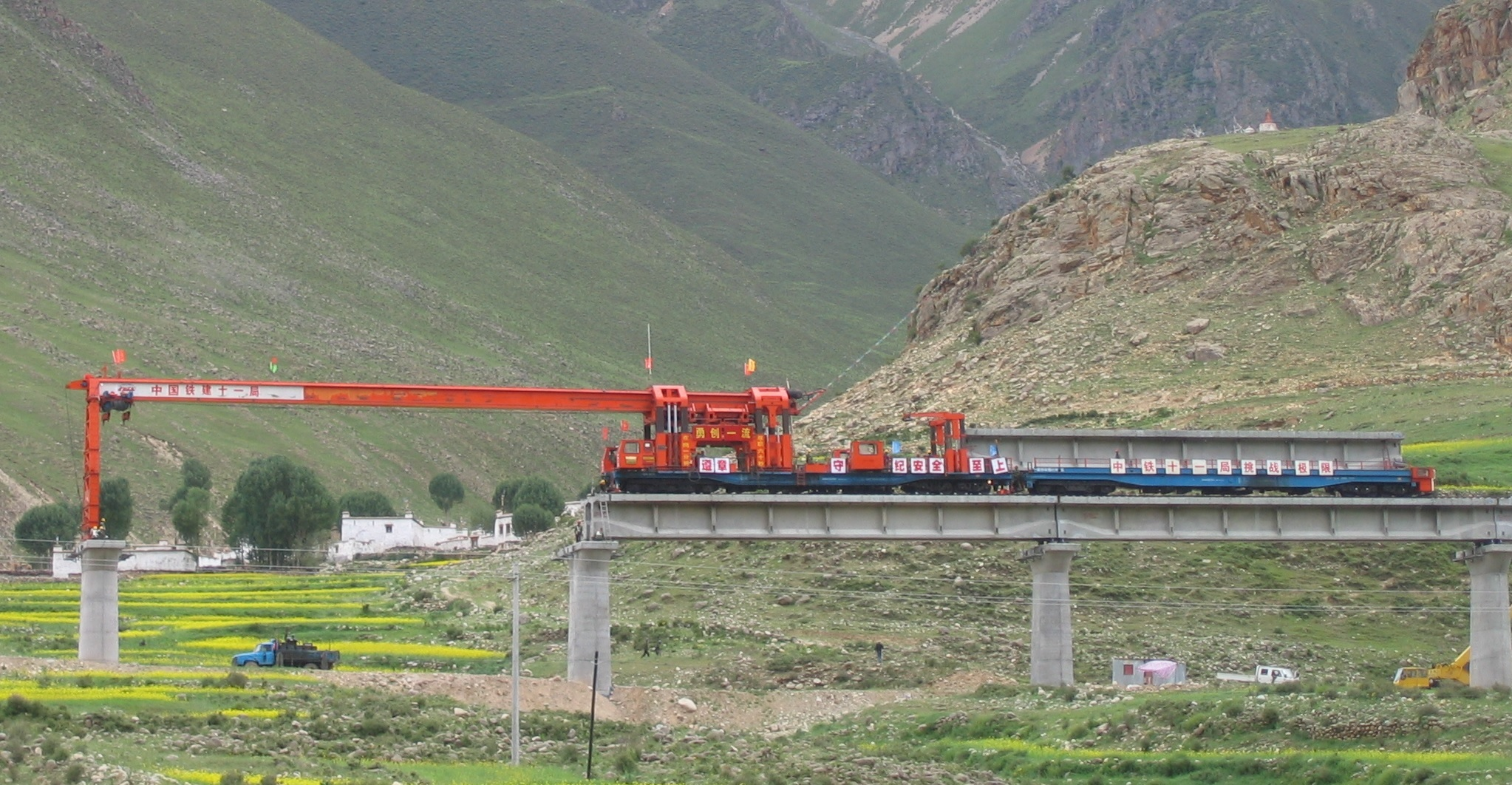
Installation d'un tablier de viaduc en 2005

### Infrastructures
L'écartement des rails correspond à l'écartement standard, soit 1,435 mètre, d'ailleurs utilisé sur le reste du réseau ferroviaire chinois. La pose des rails au Tibet a commencé le 22 juin 2004 à partir de la gare d'Anduo, dans les deux directions, simultanément vers les monts Tangula et vers Lhassa. Le 24 août 2005, les rails ont été posés au col des monts Tangula, point culminant de la ligne à 5 068 mètres d'altitude. Le journaliste Gilles Van Grasdorff indique que le gouvernement chinois aurait rétribué les ouvriers de l'ordre de 200 à 300 euros par mois, toutefois cette allégation est invérifiable comme l'affirmation qu'aucune victime n'a été constatée parmi ces ouvriers. Le journaliste Pierre Haski indique que les journalistes étrangers ou des observateurs indépendants n'ont pas été admis sur les chantiers lors des travaux effectués en hiver, par des températures de - 25 °C ou - 35 °C et ce sur près de la moitié du trajet. Par ailleurs Gilles Van Grasdorff indique que « ces travailleurs, hommes, femmes et enfants  provenaient tous des laogais, nombreux dans la région ».
La section Xining - Golmud, soit 815 km, située dans le Qinghai, a été ouverte au trafic en 1984. La construction du tronçon Golmud - Lhassa a commencé le 29 juin 2001. Son achèvement est intervenu à la fin de l'année 2005, les travaux de signalisation et les essais nécessitant toutefois entre six et douze mois supplémentaires.

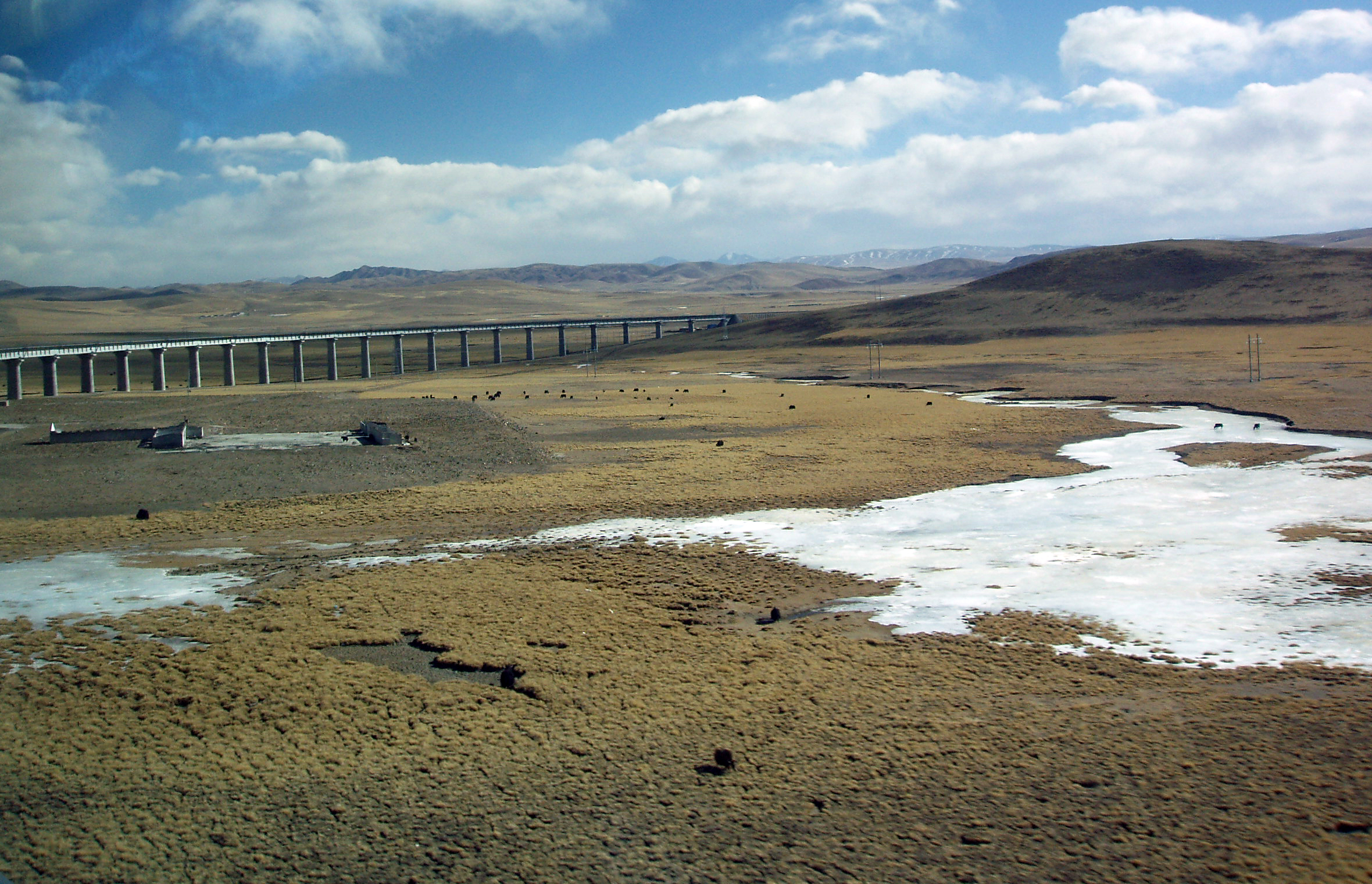
Viaduc

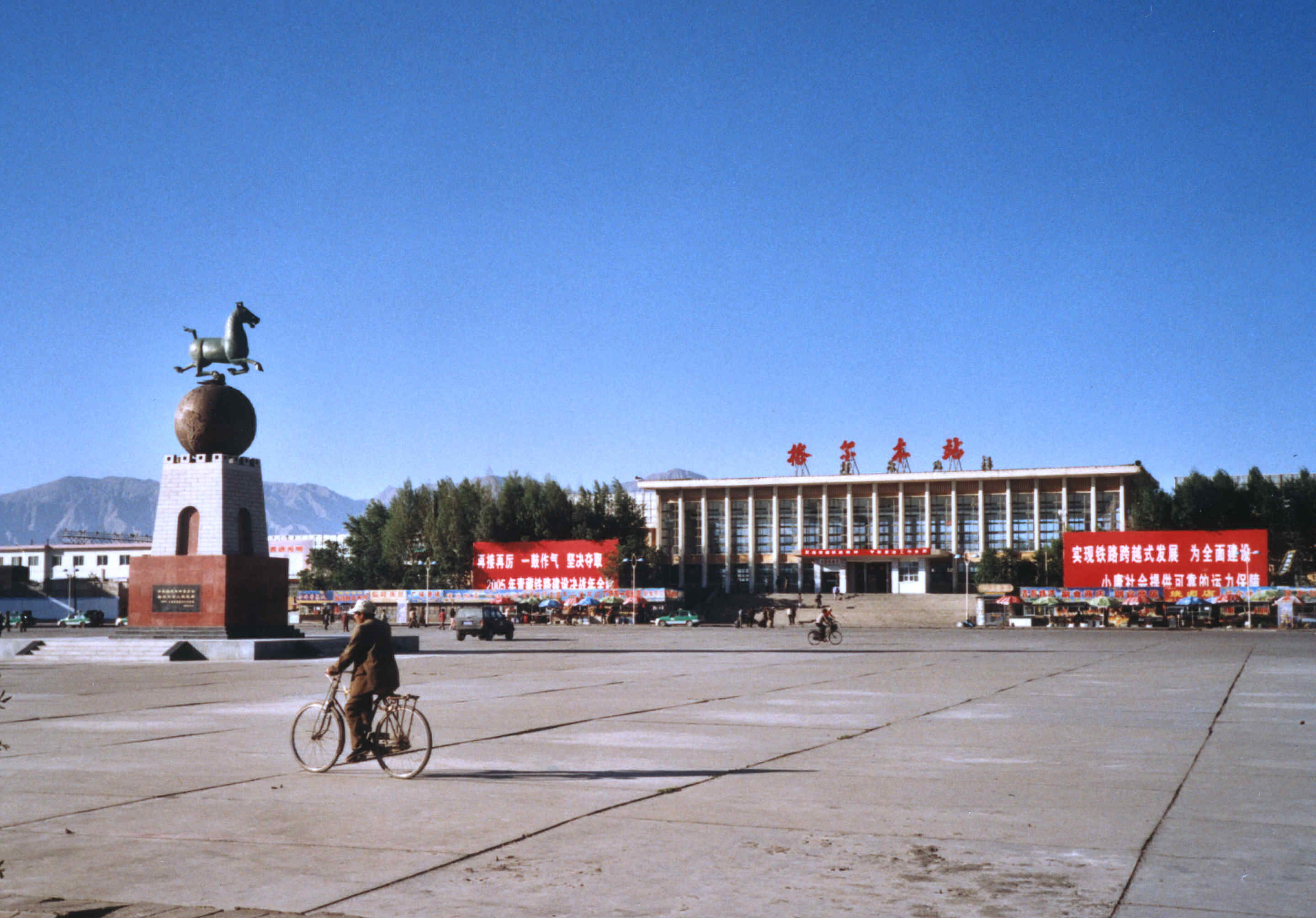
Gare de Golmud

Trente gares ont été construites, parmi lesquelles celle des monts Tanggula qui est, à 5 068 m d'altitude, la gare la plus haute du monde (suivie par les gares de Cóndor, à 4 786 m, sur la ligne Rio Mulatos-Potosí en Bolivie, et La Galera à 4 781 m au Pérou).
Sur un tronçon d'environ 550 km, la voie ferrée est implantée sur un sol gelé la plus grande partie de l'année mais qui devient instable pendant les mois les plus chauds de l'année. On a mis en place sous le ballast des tuyaux en acier remplis d'un fluide frigorigène à base d'ammoniac qui doit conserver le pergélisol gelé.

### Matériel roulant
Issues du modèle américain GE Dash 9-44CW adapté à la haute altitude, 78 locomotives diesel ont été construites par GE Transportation. Dénommées NJ2 par les Chinois, elles sont de type CC diesel électrique à turbocompresseur.

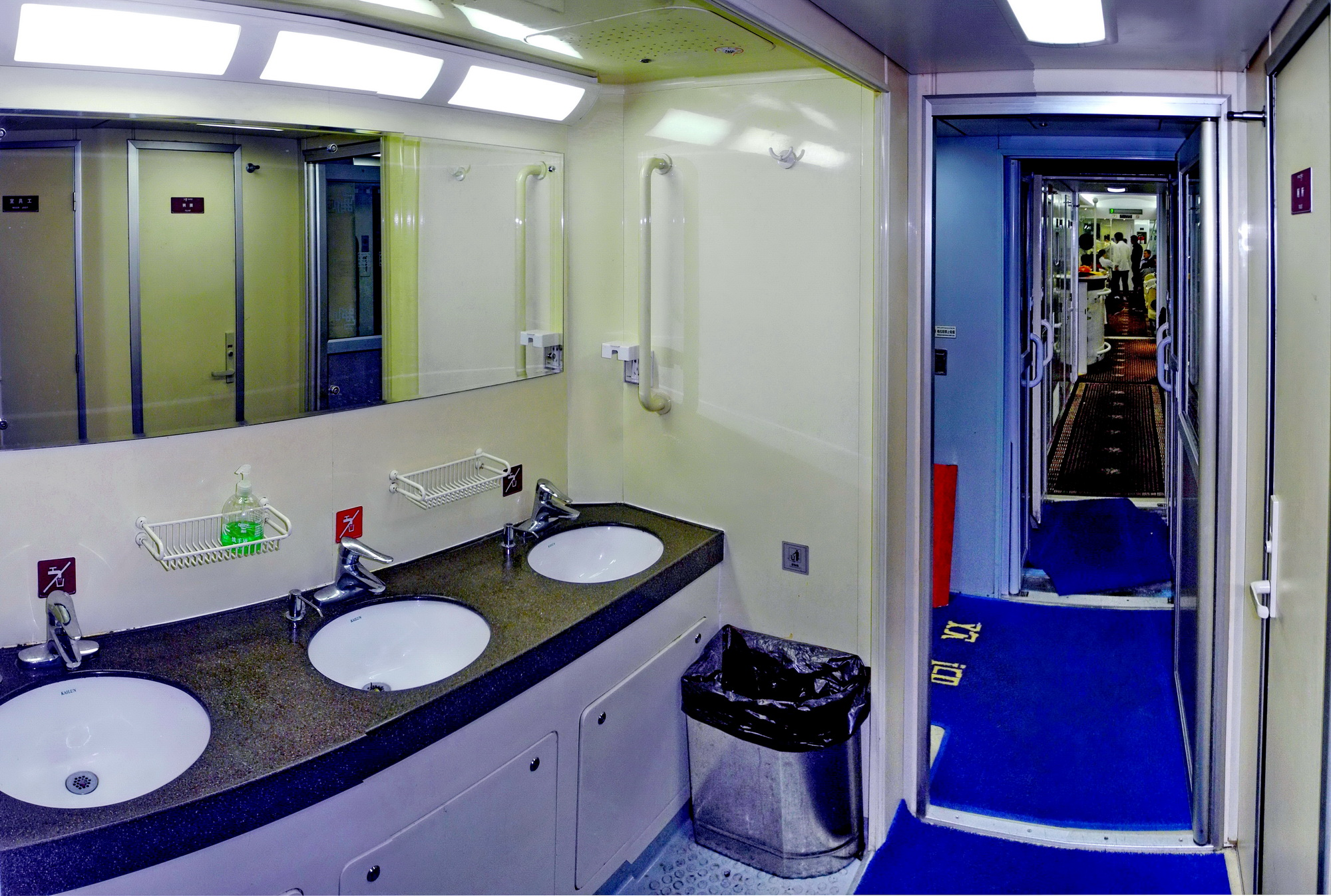
Toilettes du train T165 Pékin-Xining-Lhassa

La société Bombardier Transport a obtenu le marché du matériel roulant pour voyageurs. Le constructeur canadien a livré, entre décembre 2005 et mai 2006, 361 voitures équipées pour la haute altitude (système de pressurisation, circuits d'alimentation en oxygène et protection contre les rayons ultra-violets). 53 de ces voitures sont des voitures-lits luxueuses destinées à la clientèle touristique.
Les trains circulent sur la voie unique à une vitesse maximale de 120 km/h, sauf dans les zones gelées où la vitesse est limitée à 100 km/h.
Pour les passagers, les wagons comportent de nombreux aménagements propres à rendre le voyage le moins difficile possible malgré la rudesse de l'environnement extérieur. Ainsi, les voitures ont été conçues de telle sorte que chaque passager dispose de sa propre arrivée d'oxygène (laquelle est mise en service dès l'arrivée sur les hauts plateaux tibétains), les matériaux utilisés ont été choisis pour leur résistance tant au froid qu'aux vents de sable ou encore aux orages, enfin les vitres fumées permettent de protéger les voyageurs des rayons ultraviolets qui ne peuvent pas être arrêtés par l'atmosphère tant elle est fine à 5 km d'altitude. Au cours du trajet plusieurs motrices sont utilisées en fonction du profil de la voie.

## Développement économique

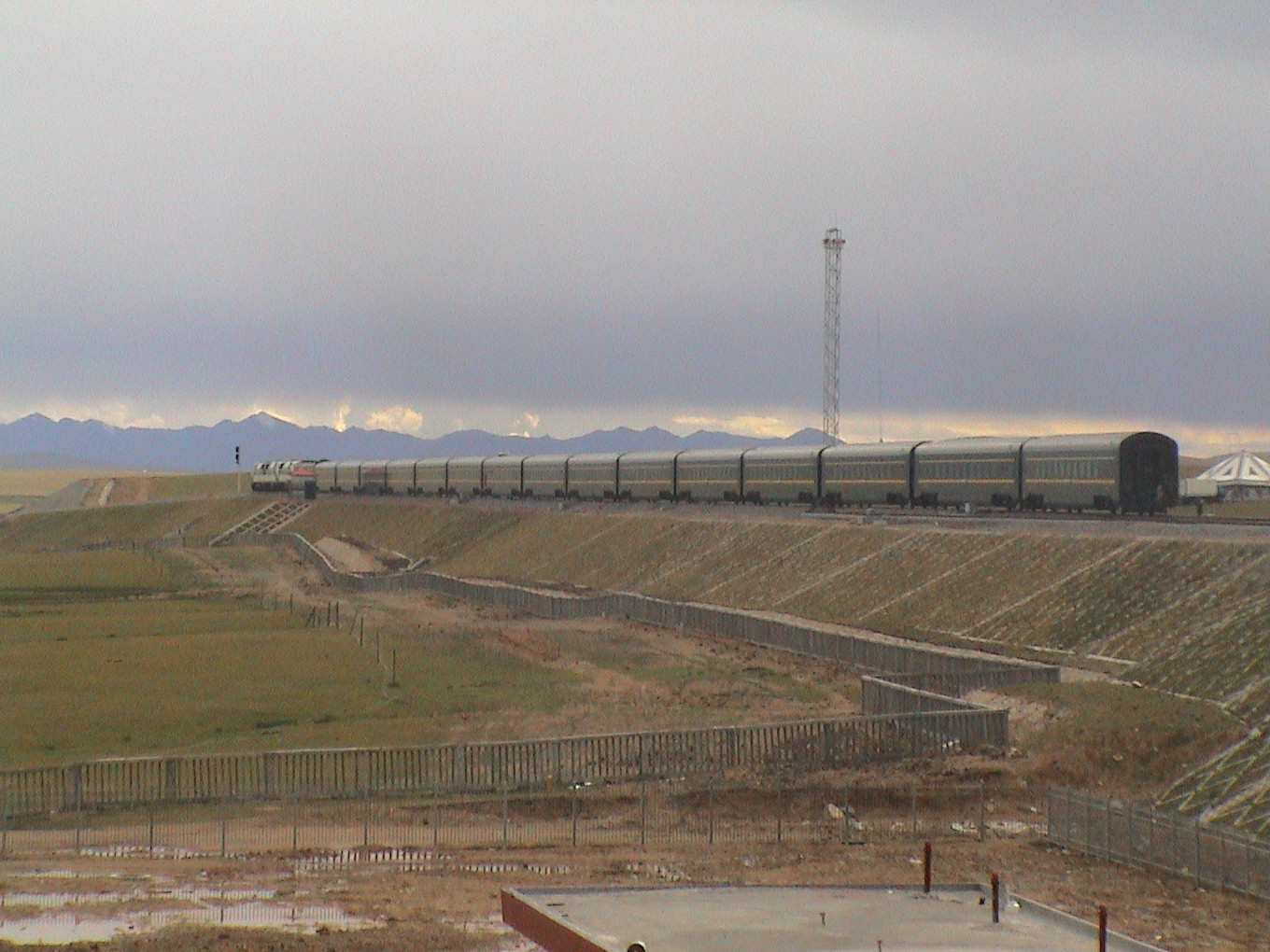
Parcours au Tibet

### Échanges commerciaux
Bien que le dalaï-lama était opposé à la construction de la ligne, il a, le jour de l'ouverture, « salué son achèvement, espérant qu’elle permettra au Tibet de sortir de la pauvreté et de l’arriération ».
Première ligne reliant le Tibet au reste de la Chine, elle doit permettre de désenclaver la région pour accélérer son développement économique.
La ligne ferroviaire a eu comme effet la diminution des coûts de transport, ce qui a permis de faciliter les échanges. Entre le 1er juillet 2006 et le 30 mai 2007, 591 000 tonnes de  marchandises ont été transportées, dont 94,4 % au Tibet. En effet, le fret ferroviaire est facturé 0,12 yuan par tonne-km, alors que le fret routier est facturé 0,27 yuan. Ceci a permis au Tibet d’économiser plus 170 millions de yuans en près d'une année depuis l'ouverture de la voie ferrée.
Grâce à cette baisse des coûts, le commerce extérieur du Tibet a progressé de 75 %, atteignant 322 millions de dollars en 10 mois depuis la mise en opération de la voie ferrée (statistiques des Douanes de Lhassa).
Parmi ces 322 millions, 100 millions de dollars d'importations et 222 millions de dollars d'exportations entre le 1er juillet 2006 et le 30 avril 2007, en hausse de respectivement 170 % et 51 %.

### Tourisme
Il y a également eu une hausse de l’activité touristique. Depuis le 1er juillet 2006, le nombre de touristes se rendant au  Tibet augmente de 3 000 à 4 000 personnes par jour sur la voie ferrée Qinghai-Tibet. D'après une étude, 1 000 personnes prennent chaque jour l'avion et le bus pour se rendre au Tibet. En 2010, le nombre de touristes dépasserait 5 millions de personnes avec des recettes de 5,8 milliards de yuans. Pour ordre d'idée, un trajet Pékin-Lhassa coûte près de 50 euros en classe 4.
Au 1er juillet 2012, la ligne a transporté 52,76 millions de voyageurs depuis son entrée en service le 1er juillet 2006. En 2011, le nombre de voyageurs a atteint les 10,6 millions.

## Controverses politiques

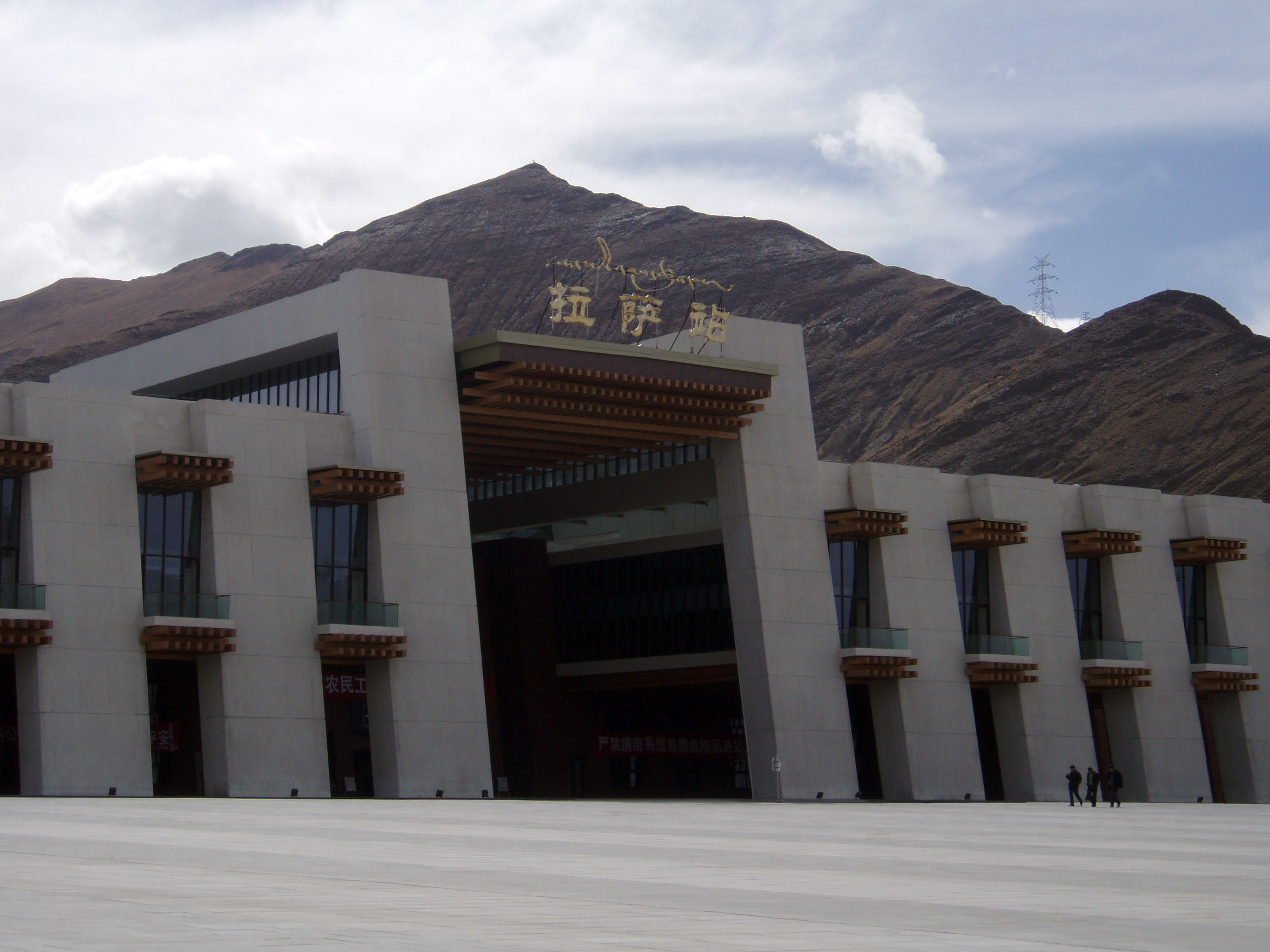
Gare de Lhassa.

### Impact sur la composition de la population
Certains craignent que cette ligne ne favorise une immigration en provenance du reste de la Chine (notamment de Chinois de l'ethnie Han) et qu'elle n'amène les Tibétains à devenir minoritaires. On craint également que le gouvernement n'utilise la ligne pour renforcer sa présence militaire dans la région, et qu'il n'augmente l'exploitation des ressources naturelles avec tous les risques que cela représente pour l'environnement fragile du Tibet. 
Selon Pierre-Yves Néron, chercheur en éthique de l'université de Montréal, la ligne ferroviaire est perçue par plusieurs observateurs comme un outil de la colonisation du Tibet par la Chine, une démarche contraire au droit à l’autodétermination.
Pour Gregory Clark, ancien responsable au Ministère australien des affaires étrangères et vice-président de l'université internationale Akita, si l'établissement de cette ligne ferroviaire de 1 142 km de long à 5 000 m d'altitude est un péché, faut-il pour autant laisser les Tibétains à jamais confinés dans un isolement rétrograde ?
D'autres y voient une similitude avec le Pacific Railway Act de 1862 qui permit aux États-Unis d'ouvrir la route vers l'ouest.

### Campagne contre le chemin de fer entre Pékin et Lhassa
Au Canada, en 2005, une campagne de protestation contre l'entreprise Bombardier, chargée de construire les voitures des trains, fut organisée par des militants pour le Tibet.
En France, dans une tribune publiée par L'Humanité le 12 avril 2008, le sénateur socialiste Jean-Luc Mélenchon affirmait que la « campagne contre le chemin de fer entre Pékin et Lhassa » usait d'« arguments qui rappellent le XIXe siècle et la condamnation du chemin de fer par le pape Grégoire XVI, qui y voyait un moyen diabolique de diffuser des idées nouvelles et de bouleverser la tradition religieuse ».

### Impact militaire
L’Inde considère cette ligne de chemin de fer avec inquiétude pour sa sécurité en raison des implications militaires et du renforcement potentiel de l'armée chinoise déjà importante au Tibet, y compris dans sa capacité à déployer des armes nucléaires tactiques,,.

## Environnement

### Respect de l'environnement
Selon l'Administration d'État pour la protection de  l'environnement (SEPA), la ligne n'a pas eu d'effets nocifs sur la nature et la faune grâce aux importants moyens mis en œuvre. 1,5 milliard de yuans ont été investis dans le projet pour la protection de l'environnement, soit 4,6 % du total. Le projet a également prévu 33 passages pour permettre aux animaux (antilopes tibétaines notamment) de franchir la voie ferrée lors des migrations saisonnières.
Une photographie primée montrant un troupeau d'antilopes du Tibet en voie de disparition, semblant imperturbable en dépit du passage d'un train sur la voie ferrée Qinghai-Tibet était un faux. Pour  Su Jian-ping, zoologiste à l'Institut du Nord-Ouest de biologie des plateaux, de l'Académie chinoise des sciences, à Xining, dans la province du Qinghai « La vérité est probablement le contraire de ce que l'image essayait de prétendre », lequel met en doute l'affirmation du gouvernement selon laquelle le chemin de fer n'a aucun impact sur la migration des antilopes.

### Impact présumé du réchauffement climatique
Selon le journaliste Brice Pedroletti, l'impact du réchauffement climatique sur le pergélisol soutenant l'ouvrage sur le plateau tibétain aurait été sous-évalué. Un chercheur de l'Académie chinoise des sciences à Lanzhou (province du Gansu), Wu Ziwang, aurait dit en 2006, selon Lobsang Yeshi, que le dégel du pergélisol « pourrait, dans dix ans, poser des problèmes de sécurité pour le chemin de fer Qinghai-Tibet, dont les travaux viennent d'être achevés ». 15 ans après, en 2020, la ligne continue pourtant de fonctionner et est étendue jusqu'à Shigatsé depuis plus de 5 ans.[réf. nécessaire]

## Extension jusqu'à Shigatsé
Une extension de la ligne Qinghai-Tibet relie Lhassa, la capitale de la région autonome du Tibet, à Shigatsé, la deuxième plus grande ville de la région. Commencée le 26 septembre 2010, cette extension est entrée officiellement en service le 15 août 2014. Longue de 253 kilomètres, elle traverse cinq comtés. Destinée au transports des voyageurs comme des marchandises, elle peut transporter 8,8 millions de tonnes de fret annuellement et permet aux trains de rouler à la vitesse maximale de 120 km/h. Elle est censée stimuler le développement économique de la région et rendre celle-ci moins tributaire des transports routiers,.

## Extension jusqu'au Népal
Le 25 avril 2008, les gouvernements chinois et le gouvernement népalais, signent des accords pour l’extension de cette ligne pour créer une ligne ferroviaire Chine-Népal, allant jusqu'à Zhangmu (népalais : Khasa) à la frontière avec le Népal. Le Népal, demande l'extension de cette ligne afin de favoriser les échanges commerciaux et le tourisme entre les deux nations. En juin 2018, les deux pays signent une série d'accords incluant la construction de la ligne ferroviaire Shigatsé-Katmandou pendant la visite du premier ministre népalais Khadga Prasad Sharma Oli en Chine. La construction devrait être terminée en 2024.